# Necromys
Necromys là một chi động vật có vú trong họ Cricetidae, bộ Gặm nhấm. Chi này được Ameghino miêu tả năm 1889. Loài điển hình của chi này là Necromys conifer Ameghino, 1889.

## Các loài
Chi này gồm các loài: